# کامرشتاین
کامرشتاین (به آلمانی: Kammerstein) یک شهر در آلمان است که در Roth واقع شده‌است.